# UTC−03:30
| Južni poletni/severni standardni čas Morska območja | Severni poletni/južni standardni čas Standardni čas vse leto |

UTC−03:30 je časovni pas z zamikom −3 ure in 30 minut glede na univerzalni koordinirani čas (UTC). Ta čas se uporablja na naslednjih ozemljih:

## Kot standardni čas (samo pozimi na severni polobli)

### Severna Amerika
- Kanada
  - Nova Fundlandija in Labrador: Labrador (samo skrajni jugovzhod), Nova Fundlandija